# 翅鲨
翅鲨（学名：Galeorhinus galeus）为皱唇鲨科翅鲨属现存唯一的一种，分布于大西洋西部巴西南部至阿根廷海域。大西洋东部欧洲沿海及地中海海域，非洲塞内加尔、纳米比亚至南非海域，太平洋西部澳大利亚和新西兰海域，太平洋东部加拿大不列颠哥伦比亚省至加利福尼亚湾、秘鲁和智利海域。